# وزارة الهجرة والمجتمعات الثقافية (كندا)

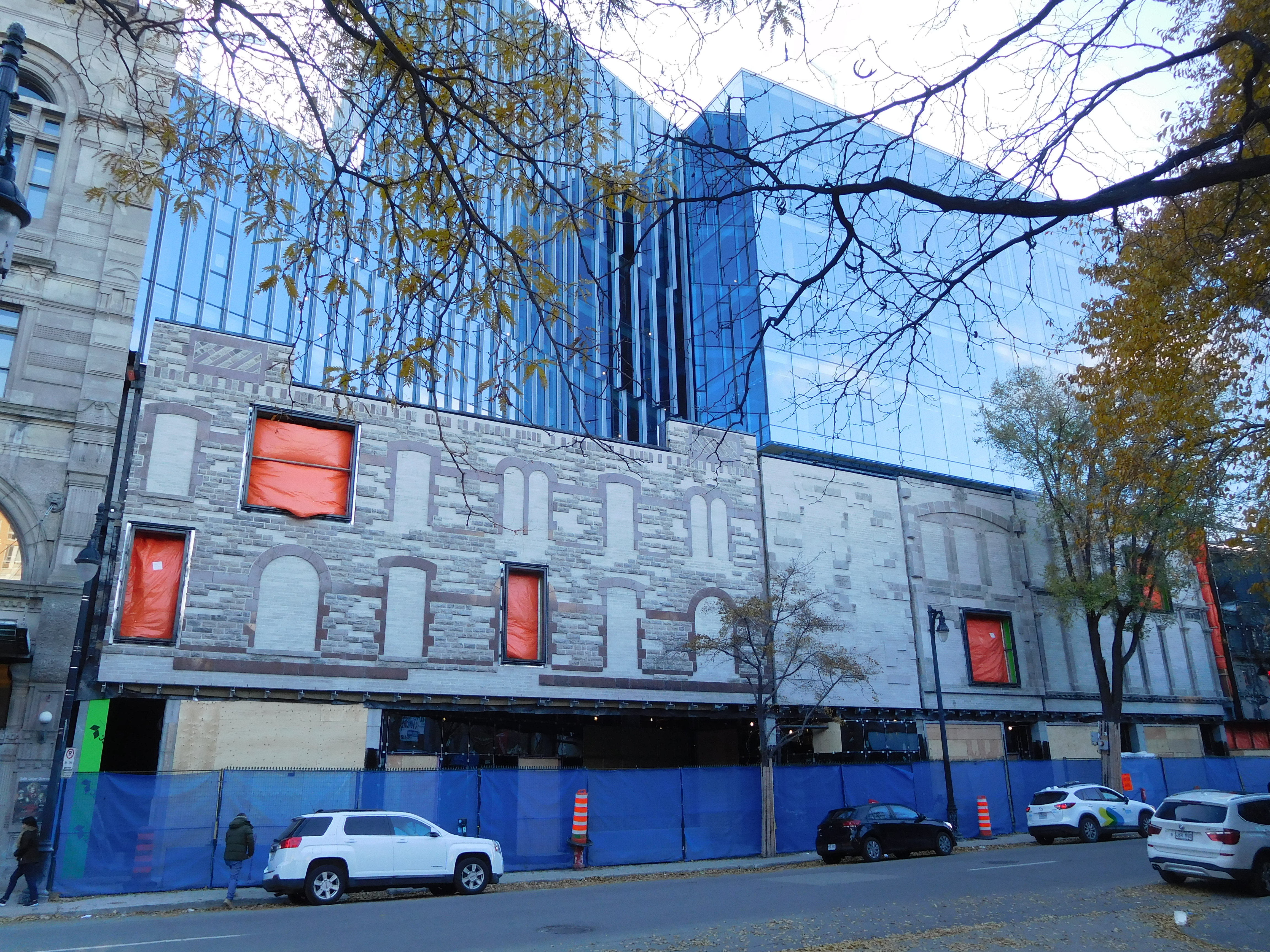

إدارة الهجرة والمجتمعات الثقافية بكيبك هي إدارة حكومية في مقاطعة كيبك الكندية معنية بشؤون الهجرة.

## الهجرة
تقوم الإدارة بتوفير مجموعة برامج متنوعة للمهاجرين الأفراد والجماعات المهاجرة بالمقاطعة، وتعتبر جهة تعمل خلفًا لجهات سابقة مثل وزارة المواطنة والهجرة.
وتشرف وزارة الهجرة والمجتمعات الثقافية على الإدارة باعتبارها عضوًا في المجلس التنفيذي لكيبك. وتعمل في منصب الوزير حاليًا كاثلين ويل.

## التقدم بطلب الهجرة إلى كيبك
تعتبر شهادة كيبك للانتقاء، والتي يشار إليها أيضًا اختصارًا بالإنجليزية "CSQ"، هي شهادة الانتقاء التي تُمنح للمتقدم الذي يريد الهجرة إلى مقاطعة كيبك في كندا. والهدف من شهادة كيبك للانتقاء يكمن في الحصول على بيان بمؤهلات المتقدم بالطلب وخبراته في مجال العمل وإجادته اللغوية (فيما يتعلق باللغتين الفرنسية والإنجليزية) إلى جانب بعض العوامل الأخرى.

## وصلات خارجية
- Official website

### English
- Official Quebec Immigration site (English)
- Obtaining a Certificat de sélection du Québec (English)
- Common Values of Quebec Society (English)

### French
- Official Quebec Immigration site (French)
- Obtaining a Certificat de sélection du Québec (French)
- Common Values of Quebec (French)